# Svatý Jan nad Malší
Svatý Jan nad Malší är en ort i Tjeckien.   Den ligger i regionen Södra Böhmen, i den södra delen av landet, 140 km söder om huvudstaden Prag. Svatý Jan nad Malší ligger 615 meter över havet och antalet invånare är 443.
Terrängen runt Svatý Jan nad Malší är platt norrut, men söderut är den kuperad.Runt Svatý Jan nad Malší är det ganska tätbefolkat, med 52 invånare per kvadratkilometer. Närmaste större samhälle är České Budějovice, 16,9 km norr om Svatý Jan nad Malší. Omgivningarna runt Svatý Jan nad Malší är en mosaik av jordbruksmark och naturlig växtlighet.